# 3000年の春
『3000年の春』（さんぜんねんのはる）は、松本零士による日本の漫画作品。『漫画ゴラク』（日本文芸社）の1976年1月15日・22日合併号に掲載された読み切り作品。

## 概要
1970年代から1980年代にかけて、松本零士が『漫画ゴラク』誌上で精力的に活動していた時期の、セックス描写を盛り込んだ大人向け漫画の一篇。1984年に他の短編作品と合わせて、日本文芸社のゴラクコミックスで初単行本化された。これ以降、講談社、小学館など別の出版社から刊行されたSF短編集にも収録されている。ゴラクコミックス版と講談社漫画文庫版は、表題こそ違うものの収録内容は同一。のちに小学館クリエイティブから発売された短編集は、同時収録の短編作品が前2冊とは変わっている。

## あらすじ
夜道を歩いていた敷居高志は、マンホールに大切な物を落したと美女に助けを求められた。マンホールの階段を降りている2人は、突如まぶしい閃光と爆発音を感じて底に落下する。落とし物のアタッシュケースの中身は6500万円もの現金が入っており、落とし主の美女は、これは会社の社員の給料だと話した。地上に出た2人の頭上には鍾乳洞に似た石の天井が拡がり、空が見えない。敷居は自分が惚れていた女のアパートを訪ねるが、無人になっている。その部屋に住んでいた女性は無修正ポルノのモデルをしていたようで、部屋には大量の卑猥な写真が残されていた。男女の絡みの無修正写真を見ているうちに欲情した敷居は、アタッシュケースの持ち主・島崎美雪に誘われるままセックスを始める。
美雪との性交を終えて、裸のまま一息ついている敷居に、全裸の彼女は札束を手渡す。実は会社の金を持ち逃げしている最中で、このことを誰にも言わず黙っていて欲しいというのだ。その時、室内に小さな探査艇が複数侵入してきて、衝撃波で気絶させた2人を何処かへ連れ去る。研究室で目覚めた敷居と美雪は仰向けで拘束され、目前には地球人の外見と全く変わらないマーヤとドクター・サドという、背丈の小さな人間たちがいた。まるで『ガリバー旅行記』の、縛られたガリバーと小人の図のようだ。
マーヤは敷居に事情の説明を始めた。3000年前に自分たちの星と地球が衝突し、そのまま地球はマーヤの住む星の中にめり込み、マントルの中で消えてしまった。しかし消滅したはずの地球の一部が公園の地下に残っていたのだと言う。敷居と美雪は自力で拘束を引きちぎって逃亡するが、アタッシュケースの現金に執着する美雪は逃げ遅れる。マンホールに飛び込んだ敷居が一瞬、まぶしい光に包まれると、そこは元の自分の世界であった。無事に自宅アパートに戻ってきた敷居の上着のポケットには、マーヤが入っていた。美雪はあちらの世界に取り残され、マーヤは地球に来たまま戻れなくなったのだ。テレビでは会社の金を横領した女性事務員が行方不明との報道が流れていた。

## 登場人物
敷居高志（しきい たかし）
本作の主人公。夜道を歩いている最中、マンホールに落とした物を拾って欲しいと島崎美雪に請われるまま、事件に巻き込まれる。松本零士作品に多く登場する、低身長の冴えない外見の成人男性で、職業は不詳。基本的に善人であるが、出会って間もない美雪とセックスしてしまうなど、美女の誘惑に流されやすい。マンホールの蓋を持ちあげて地上に顔を出した時に、小さな人類のマーヤと目が合う。小人族の研究室に捕らわれるが、自力で脱出し、自分のアパートへ何とか逃げ帰り日常へと戻れた。
島崎美雪（しまざき みゆき）
勤務先の大金6500万円相当を持ち逃げしようとした会社事務員の美女。手助けしてくれた敷居高志と行動を共にする内に、なりゆきで男女の仲となる。自身の膣内で敷居を射精させたあとで、現金横領の件を口外しないで欲しいと持ちかけた。セックスを終えた直後の生々しい性器をマーヤたちに観察され、赤面しながら「ひどいわ」と怒る程度には人並みの羞恥心を持っている。敷居が研究室から逃亡する際、逃げ遅れたことで異星に取り残されてしまう。
マーヤ
地球と衝突した別惑星の異星人。身長15～20cm相当の美女で、ステゴサウルスに似たペットと散歩中に敷居と遭遇した。巨大な女性の性器から体液が流れ出るところを直視してしまい、巨人族の女性が先ほど性交したことに気付いて赤面する。敷居の上着のポケットに入って地球側に来るが、奥さんの役割をするから自分のことは秘密にしてと懇願する。
ドクター・サド
巨人族（地球人類）に興味を持っており、ペットの散歩中のマーヤが出くわした大きな男性の報告を聞いて、敷居と美雪を捕らえるべく探査艇を出した博士。研究に関心があるだけで悪人ではなく、目を覚めた敷居に対し「危害は加えない」と話した。男の精液が逆流してくる美雪の性器を間近で眺め、子供を作れる可能性があるのではと思いつく。
野島令子（のじま れいこ）
作中には名前と写真のみが登場。敷居が一方的に惚れていた、モデルのように美しい女性。敷居より良いアパートで生活していたようだったが、食卓に手付かずの料理と、炊飯器の中に固まったご飯を残したまま姿を消していた。無修正ポルノの被写体になって金を稼いでおり、多額の預金通帳と、セックス中の自身が写った沢山の写真が部屋にあった。

## 書誌情報
ゴラクコミックス
- 3000年の春（日本文芸社）[2] 1984年8月1日初版発行　ISBN 978-4537004571

講談社漫画文庫
- 松本零士SF傑作選 四次元時計（講談社）[1] 1999年11月12日初版発行　ISBN 4-06-260646-1

小学館クリエイティブ
- 3000年の春 松本零士SFコレクション（小学館） 2014年6月25日初版発行　ISBN 978-4-7780-3284-5